# Jolina
Jolina ist ein weiblicher Vorname. Er stammt aus dem Hebräischen und bedeutet Der Herr ist gnädig.

## Verbreitung
Im deutschsprachigen Raum ist der Name erst seit den frühen 2000er Jahren gebräuchlich und erlebte seine bisher größte Popularität zwischen 2005 und 2011, danach ließ seine Beliebtheit nach. Seit 2010 wurde er rund 6000 Mal vergeben. In Österreich und der Schweiz kommt der Name seit der Jahrtausendwende regelmäßig, jedoch eher mäßig, in der Namensgebung vor.
Seit 1930 wurde der Name in den Niederlanden fast alljährlich vergeben, und zwar etwa 460 Mal von 1930 bis 2022. Dahingegen wird er in Belgien und Frankreich nur sporadisch gewählt. Ebenfalls kommt Jolina in den nordischen Ländern vor. In Dänemark und Norwegen eher selten, in Schweden ist er hingegen mäßig beliebt.
Der Name ist in den USA seit den 1970er Jahren und in Kanada seit den 1980er Jahren anzutreffen.

## Bekannte Namensträgerinnen
- Jolina Carl (* 1970), deutsche Country-Sängerin
- Jolina Huhnstock (* 2001), deutsche Handballspielerin
- Jolina Marie Ledl (* 2002), deutsches Model und Schauspielerin
- Jolina Magdangal (* 1978), philippinische Schauspielerin und Sängerin
- Jolina Amely Trinks (* 2009), deutsche Schauspielerin und Kinderdarstellerin
- Jolina Marie B. Reyes, bekannt als Krystal Reyes (* 1996), philippinische Schauspielerin